# Elect the Dead

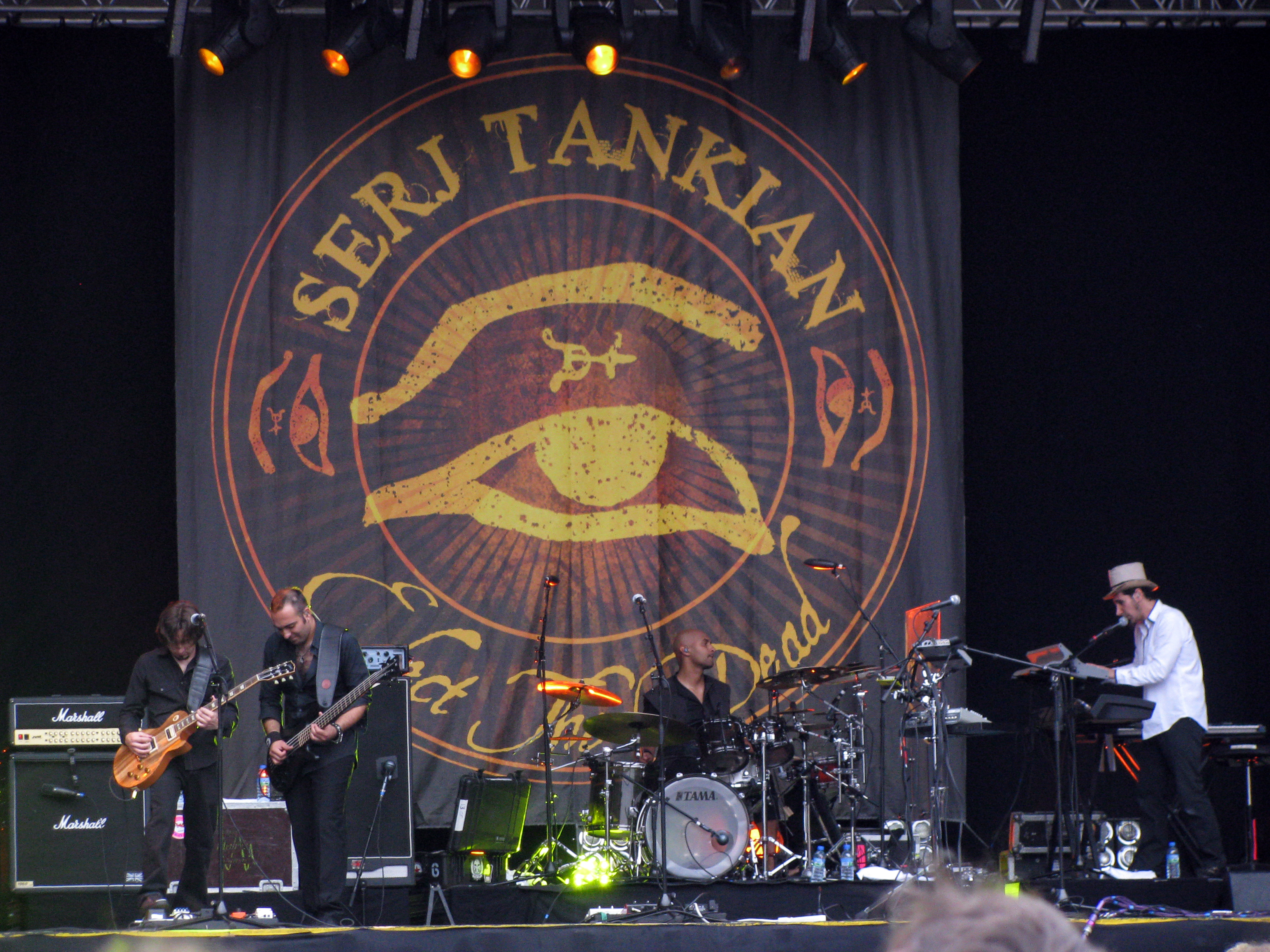
Concert del grup Serj Tankian.

Elect the Dead és l'àlbum debut de Serj Tankian, líder de System of a Down. En Tankian ha tocat la majoria dels instruments ell mateix però va rebre assistència del bateria de System of a Down, John Dolmayan, la banda Primus i el bateria de Guns N' Roses, Bryan Mantia, amb en Dan Monti a la guittarra i al baix, la cantant d'òpera Ani Maldjian i alguns altres, com en Antonio Pontarelli. El llançament de l'àlbum s'efectuà el 18 d'octubre de 2007. El tour oficial d'Elect the Dead començà el 12 d'octubre amb una actuació a Chicago's Vic theater.
El primer concert va tenir una assistència de quasi 1000 persones. Serj ha declarat que no utilitzaria cap material del grup de System of a Down. Ell ha realitzat "Charadas", una cançó co-escrita per Daron Malakian, el guitarrista de System. Encara que això fos, al principi, una cançó de piano i veu tan sols, Tankian va utilitzar ajuda de The Flying Cunts of Chaos (F.C.C.), proporcionant guitarra, bateria i baix.